# Dirka po Španiji 1950
Dirka po Španiji 1950 (špansko Vuelta a España 1950) je 9. izvedba dirke po Španiji, tritedenske moške cestne kolesarske etapne dirke. Začela se je 17. avgusta v Madridu in končala 10. septembra v Madridu. Sodelovalo je 42 kolesarjev iz treh držav. Rumeno majico je prvič osvojil Emilio Rodríguez, drugo mesto Manolo Rodríguez, tretje pa José Serra. Zeleno majico je osvojil Emilio Rodríguez.

## Ekipe
- Belgija
- Italija
- Španija

## Etape
| Etapa | Datum         | Štart/Cilj                     | Razdalja | Tip     | Tip                  | Zmagovalec                    |
| ----- | ------------- | ------------------------------ | -------- | ------- | -------------------- | ----------------------------- |
| 1     | 17. avgust    | Madrid – Valladolid            | 190 km   |         |                      | Omer Braeckeveldt (BEL)       |
| 2     | 18. avgust    | Valladolid – León              | 133 km   |         |                      | Rik Evens (BEL)               |
| 3     | 19. avgust    | León – Gijón                   | 148 km   |         |                      | Emilio Rodríguez (ESP)        |
| 4a    | 20. avgust    | Gijón – Torrelavega            | 167 km   |         |                      | Agustín Miró (ESP)            |
| 4b    | 20. avgust    | Torrelavega – Santander        | 78 km    |         |                      | Emilio Rodríguez (ESP)        |
| 5     | 21. avgust    | Santander – Bilbao             | 177 km   |         |                      | Antonio Gelabert (ESP)        |
| 6     | 22. avgust    | Bilbao – Irun                  | 240 km   |         |                      | Emilio Rodríguez (ESP)        |
| 7     | 24. avgust    | Irun – Pamplona                | 109 km   |         |                      | Emilio Rodríguez (ESP)        |
| 8a    | 25. avgust    | Pamplona – Tudela              | 90 km    |         | posamični kronometer | Bernardo Capó (ESP)           |
| 8b    | 25. avgust    | Tudela – Zaragoza              | 176 km   |         |                      | Bernardo Ruiz (ESP)           |
| 9     | 26. avgust    | Zaragoza – Lleida              | 144 km   |         |                      | Umberto Drei (ITA)            |
| 10    | 27. avgust    | Lleida – Barcelona             | 167 km   |         |                      | José Serra (ESP)              |
| 11    | 29. avgust    | Barcelona – Tarragona          | 150 km   |         |                      | Rik Evens (BEL)               |
| 12    | 30. avgust    | Tarragona – Castellón          | 194 km   |         |                      | Luis Navarro (ESP)            |
| 13    | 31. avgust    | Castellón – Valencija          | 65 km    |         | posamični kronometer | Antonio Sánchez Belando (ESP) |
| 14    | 1. september  | Valencija – Murcia             | 265 km   |         |                      | Umberto Drei (ITA)            |
| 15    | 2. september  | Murcia – Lorca                 | 117 km   |         |                      | Umberto Drei (ITA)            |
| 16    | 3. september  | Lorca – Granada                | 22 km    |         |                      | Alighiero Ridolfi (ITA)       |
| 17    | 4. september  | Granada – Málaga               | 183 km   |         |                      | Umberto Drei (ITA)            |
| 18    | 6. september  | Málaga – Cádiz                 | 268 km   |         |                      | Antonio Gelabert (ESP)        |
| 19a   | 7. september  | Cádiz – Jerez de la Frontera   | 56 km    |         | posamični kronometer | Andrés Trobat (ESP)           |
| 19b   | 7. september  | Jerez de la Frontera – Seville | 100 km   |         |                      | José Serra (ESP)              |
| 20    | 8. september  | Seville – Mérida               | 200 km   |         |                      | Victorio García (ESP)         |
| 21    | 9. september  | Mérida – Talavera de la Reina  | 228 km   |         |                      | Bernardo Capó (ESP)           |
| 22    | 10. september | Talavera de la Reina – Madrid  | 117 km   |         |                      | Emilio Rodríguez (ESP)        |
|       | Skupaj        | Skupaj                         | 3984 km  | 3984 km | 3984 km              | 3984 km                       |

## Končna razvrstitev
| Legenda | Legenda                                  | Legenda | Legenda                                    |
| ------- | ---------------------------------------- | ------- | ------------------------------------------ |
|         | Predstavlja vodilnega v skupnem seštevku |         | Predstavlja vodilnega v gorski razvrstitvi |

### Rumena majica
| Poz. | Kolesar             | Čas          |
| ---- | ------------------- | ------------ |
| 1    | Emilio Rodríguez    | 134h 49' 19" |
| 2    | Manolo Rodríguez    | + 15' 30"    |
| 3    | José Serra          | + 16' 05"    |
| 4    | Bernardo Ruiz       | + 19' 16"    |
| 5    | Umberto Drei        | + 25' 23"    |
| 6    | Senen Mesa          | + 31' 44"    |
| 7    | Bernardo Capo       | + 36' 29"    |
| 8    | Alighiero Ridolfi   | + 46' 38"    |
| 9    | Antonio Gelabert    | + 47' 03"    |
| 10   | Jesús Loroño        | + 1h 00' 26" |
| 11   | Francisco Exposito  |              |
| 12   | Andrés Trobat       |              |
| 13   | Luis Sanchez        |              |
| 14   | Rik Evens           |              |
| 15   | Victorio Garcia     |              |
| 16   | Martin Mancisidor   |              |
| 17   | Agustin Miro        |              |
| 18   | Senen Blanco        |              |
| 19   | Angel Bruna         |              |
| 20   | Mateo Coll Bover    |              |
| 21   | Antonio Sanchez     |              |
| 22   | Matias Alemany      |              |
| 23   | Luis Navarro        |              |
| 24   | Elias Walckiers     |              |
| 25   | Guillermo Peregrina |              |